# ناحیه زرالده
ناحیه زرالده (به عربی: دائرة زرالدة) یک ناحیه در الجزایر است که در استان الجزیره واقع شده‌است.

## خصوصیات
ناحیه زرالده ۱۰۴٬۱۵۱ نفر جمعیت دارد.